# Mondo porno oggi
Mondo porno oggi è un film del 1976, diretto da Giorgio Mariuzzo.